# Signe de Musset
Le signe de Musset désigne un des signes périphériques de l'insuffisance aortique, à savoir l'hyperpulsatilité artérielle.
Alfred de Musset aurait noté ce signe sur lui-même dans La Nuit de mai (il souffrait semble-t-il d'une insuffisance aortique post-syphilitique).
Pourquoi mon cœur bat-il si vite ?
Qu'ai-je donc en moi qui s'agite
Dont je me sens épouvanté ?
Ne frappe-t-on pas à ma porte ?
Alfred de Musset - Poésies nouvelles - La Nuit de mai